# Horus Hat
Horus Hat, también Hat Hor, fue posiblemente un antiguo faraón de la dinastía 0 (periodo  predinástico), que gobernó alrededor de c. 3180-3170 a. C. no hay información sobre su posición cronológica o la duración de su reinado. Utilizaba la corona blanca del Alto Egipto, y dirigía desde Neny-nesut ( Nn-NSW) (más tarde Heracleópolis Magna).  

## Testimonios de su época
Hay sellos con su nombre en Tarjan, similares a los de Horus Ny. Sin embargo, la lectura e interpretación de su nombre es incierta.

## Titulatura
| Titulatura | Jeroglífico | Transliteración (transcripción) - traducción - (referencias) |

| G5 | F4 |

| G5 | F4 |